# Sybille de Selys Longchamps
Baronka Sybille de Selys Longchamps (* 28. srpna 1941, Uccle) je belgická šlechtična. Je bývalou milenkou krále Alberta II., s nímž má dceru, princeznu Delphine.
Narodila se v Uccle jako dcera hraběte Michela Françoise de Selys Longchamps (1910–1983) a hraběnky Pauline Julie Cornet de Ways-Ruart (1914–1953). V roce 1962 se provdala za jonkheera Jacquesa Boëla (1929–2022), průmyslníka a synovce hraběte Reného Boëla. Rozvedli se v roce 1978. V roce 1982 se provdala za ctihodného Michaela Anthonyho Rathborna Cayzera (1929–1990), syna přepravního magnáta Herberta Cayzera, 1. barona Rotherwicka.
V roce 1968, v průběhu mimomonaželského vztahu s princem Albertem (pozdějším králem) Belgickým, porodila dceru Delphine Boëlovou.
V roce 1968 porodila dceru Delphine, uprostřed mimomanželského vztahu s Albertem, který v té době nebyl králem. V roce 2013 poskytla rozhovor belgické síti VIER v televizním speciálu s názvem „Onze dochter heet Delphine“ (Naše dcera se jmenuje Delphine). Baronka řekla reportérovi, že ona a princ nepodnikli ve svém vztahu žádná opatření, protože si myslela, že nemůže otěhotnět. Delphine se narodila v roce 1968 jako Boëlová. Jako dcera krále Alberta byla formálně uznána až v roce 2021.
De Selys Longchamps se přestěhovala do Londýna v roce 1976, kde žila se svým druhým manželem na jeho venkovském sídle. Nyní má domy v Bruselu a Provence.